# Saison 3 de La Maison de Mickey
Chronologie
Saison 2 Saison 4
Cet article présente le guide des épisodes des trente-trois épisodes de la troisième saison de la série : La Maison de Mickey dont la diffusion a duré du 27 février 2010 au 28 septembre 2012. Cette saison est la seconde plus longue de la série et arrive après la deuxième saison avec 33 épisodes.

## Guide des épisodes

### Épisode 1:Dingo fait de la magie
- États-Unis : 19 juin 2010

### Épisode 2:La sauterelle de Daisy
- États-Unis : 8 novembre 2010

### Épisode 3:Le bingo-calendrier de Minnie
- États-Unis : 3 janvier 2011

### Épisode 34:Mickey fait la course (Partie 1/2)
- États-Unis : 21 septembre 2012

### Épisode 35:Mickey fait la course (Partie 2/2)
- États-Unis : 28 septembre 2012